# Discografia dei The Kolors
La discografia dei Kolors, gruppo musicale italiano, è costituita da tre album in studio, una raccolta, venticinque singoli e sedici video musicali (inclusi quelli come artisti ospiti), pubblicati dal 2014.

## Album

### Album in studio
| Anno | Titolo | Classifiche | Certificazioni     |
| Anno | Titolo | ITA         | Certificazioni     |
| ---- | --- | ----------- | ------------------ |
| 2014 | I Want - Pubblicato: 19 maggio 2014 - Etichetta: Mr. Boost Snc. - Formati: CD, download digitale, streaming          | 57          |                    |
| 2015 | Out - Pubblicato: 19 maggio 2015 - Etichetta: Baraonda Edizioni Musicali - Formati: CD, download digitale, streaming | 1           | - ITA: Platino (4) |
| 2017 | You - Pubblicato: 19 maggio 2017 - Etichetta: Baraonda Edizioni Musicali - Formati: CD, download digitale, streaming | 4           |                    |

### Raccolte
| Anno | Titolo                                                                                               |
| ---- | --- |
| 2021 | Singles - Pubblicato: 18 giugno 2021 - Etichetta: Island - Formati: LP, download digitale, streaming |

## Singoli

### Come artisti principali
| Anno | Titolo                                                       | Classifiche | Classifiche | Classifiche | Classifiche | Classifiche | Classifiche | Classifiche | Classifiche | Classifiche | Classifiche | Certificazioni                                                       | Album di provenienza   |
| Anno | Titolo                                                       | ITA         | AUT         | BLR         | KAZ         | LTU         | MDA         | POL         | RUS         | SWI         | UKR         | Certificazioni                                                       | Album di provenienza   |
| --- | ------------------------------------------------------------ | ----------- | ----------- | ----------- | ----------- | ----------- | ----------- | ----------- | ----------- | ----------- | ----------- | -------------------------------------------------------------------- | ---------------------- |
| 2015 | Everytime                                                    | 6           | —           | ×           | ×           | ×           | ×           | —           | —           | —           | —           | - ITA: Platino                                                       | Out                    |
| 2015 | Me Minus You                                                 | 62          | —           | ×           | ×           | ×           | ×           | —           | —           | —           | —           | - ITA: Oro                                                           | Out                    |
| 2015 | Why Don't You Love Me?                                       | 67          | —           | ×           | ×           | ×           | ×           | —           | —           | —           | —           |                                                                      | Out                    |
| 2015 | OK                                                           | 64          | —           | ×           | ×           | ×           | ×           | —           | —           | —           | —           |                                                                      | Out                    |
| 2017 | What Happened Last Night (feat. Gucci Mane e Daddy's Groove) | 76          | —           | ×           | ×           | ×           | ×           | —           | —           | —           | —           |                                                                      | You                    |
| 2017 | Crazy                                                        | —           | —           | ×           | ×           | ×           | ×           | —           | —           | —           | —           |                                                                      | You                    |
| 2017 | Don't Understand                                             | —           | —           | ×           | ×           | ×           | ×           | —           | —           | —           | —           |                                                                      | You                    |
| 2018 | Frida (mai, mai, mai)                                        | 10          | —           | ×           | ×           | ×           | ×           | —           | —           | —           | —           |                                                                      | You                    |
| 2018 | Come le onde (feat. J-Ax)                                    | 45          | —           | ×           | ×           | ×           | ×           | —           | —           | —           | —           |                                                                      | /                      |
| 2019 | Pensare male (con Elodie)                                    | 24          | —           | ×           | ×           | ×           | ×           | —           | —           | —           | —           | - ITA: Platino                                                       | This Is Elodie Singles |
| 2019 | Los Angeles (feat. Gué Pequeno)                              | 96          | —           | ×           | ×           | —           | ×           | —           | —           | —           | —           |                                                                      | Singles                |
| 2020 | Non è vero                                                   | —           | —           | ×           | ×           | —           | ×           | —           | —           | —           | —           |                                                                      | Singles                |
| 2020 | Nella pancia della balena (con Samuel Heron)                 | —           | —           | ×           | ×           | —           | ×           | —           | —           | —           | —           |                                                                      | /                      |
| 2021 | Mal di gola                                                  | —           | —           | ×           | ×           | —           | ×           | —           | —           | —           | —           |                                                                      | Singles                |
| 2021 | Cabriolet panorama                                           | 45          | —           | ×           | ×           | —           | ×           | —           | —           | —           | —           | - ITA: Platino                                                       | Singles                |
| 2021 | Solero (con Lorenzo Fragola)                                 | —           | —           | ×           | ×           | —           | ×           | —           | —           | —           | —           |                                                                      | /                      |
| 2021 | Leoni al sole                                                | —           | —           | ×           | ×           | —           | ×           | —           | —           | —           | —           |                                                                      | /                      |
| 2022 | Blackout                                                     | —           | —           | ×           | ×           | —           | ×           | —           | —           | —           | —           |                                                                      | /                      |
| 2023 | Italodisco                                                   | 1           | 8           | 1           | 2           | 6           | 1           | 4           | 2           | 4           | 4           | - AUT: Platino - ITA: Platino (6) - POL: Diamante (2) - SWI: Platino | /                      |
| 2024 | Un ragazzo una ragazza                                       | 7           | —           | 58          | —           | —           | —           | —           | —           | 37          | —           | - ITA: Platino (2) - POL: Oro                                        | /                      |
| 2024 | Karma (feat. Fiorello)                                       | 17          | —           | —           | —           | —           | —           | —           | —           | —           | —           | - ITA: Platino                                                       | /                      |
| 2025 | Tu con chi fai l'amore                                       | 6           | —           | —           | —           | —           | —           | —           | —           | —           | —           | - ITA: Oro                                                           | /                      |
| 2025 | Pronto come va                                               | 30          | —           | —           | —           | —           | —           | —           | —           | —           | —           |                                                                      | /                      |
| "—" indica una pubblicazione non classificata in quel Paese. "×" indica una classifica non ancora esistente. |                                                              |             |             |             |             |             |             |             |             |             |             |                                                                      |                        |

### Come artisti ospiti
| Anno | Titolo                                           | Album di provenienza |
| ---- | ------------------------------------------------ | -------------------- |
| 2025 | Rossetto e caffè (Sal Da Vinci feat. The Kolors) | /                    |

## Collaborazioni
| Anno | Titolo                    | Duetto                     | Album di provenienza                   |
| ---- | ------------------------- | -------------------------- | -------------------------------------- |
| 2016 | Assenzio (solo Stash)     | J-Ax e Fedez feat. Levante | Comunisti col Rolex                    |
| 2018 | Alvin Rock'n Roll         | Cristina D'Avena           | Duets Forever - Tutti cantano Cristina |
| 2019 | Non mollo mai (Reload)    | Irama feat. Vegas Jones    | Giovani per sempre                     |
| 2020 | Nella pancia della balena | Samuel Heron               | Canzoni popolari                       |
| 2021 | Open bar (solo Stash)     | Il Pagante                 | Devastante                             |
| 2021 | Solero (solo Stash)       | Lorenzo Fragola            | Solero                                 |